# Blokada rowerowa

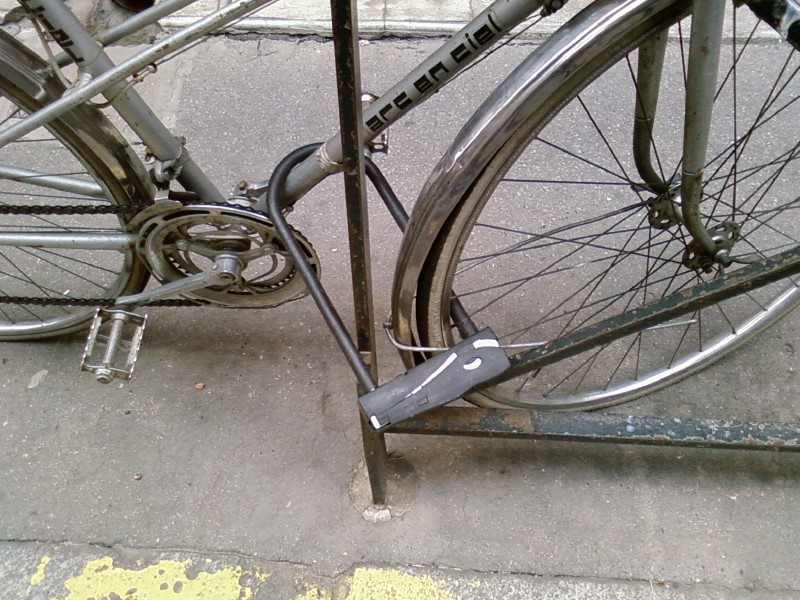
Rama i przednie koło zabezpieczone

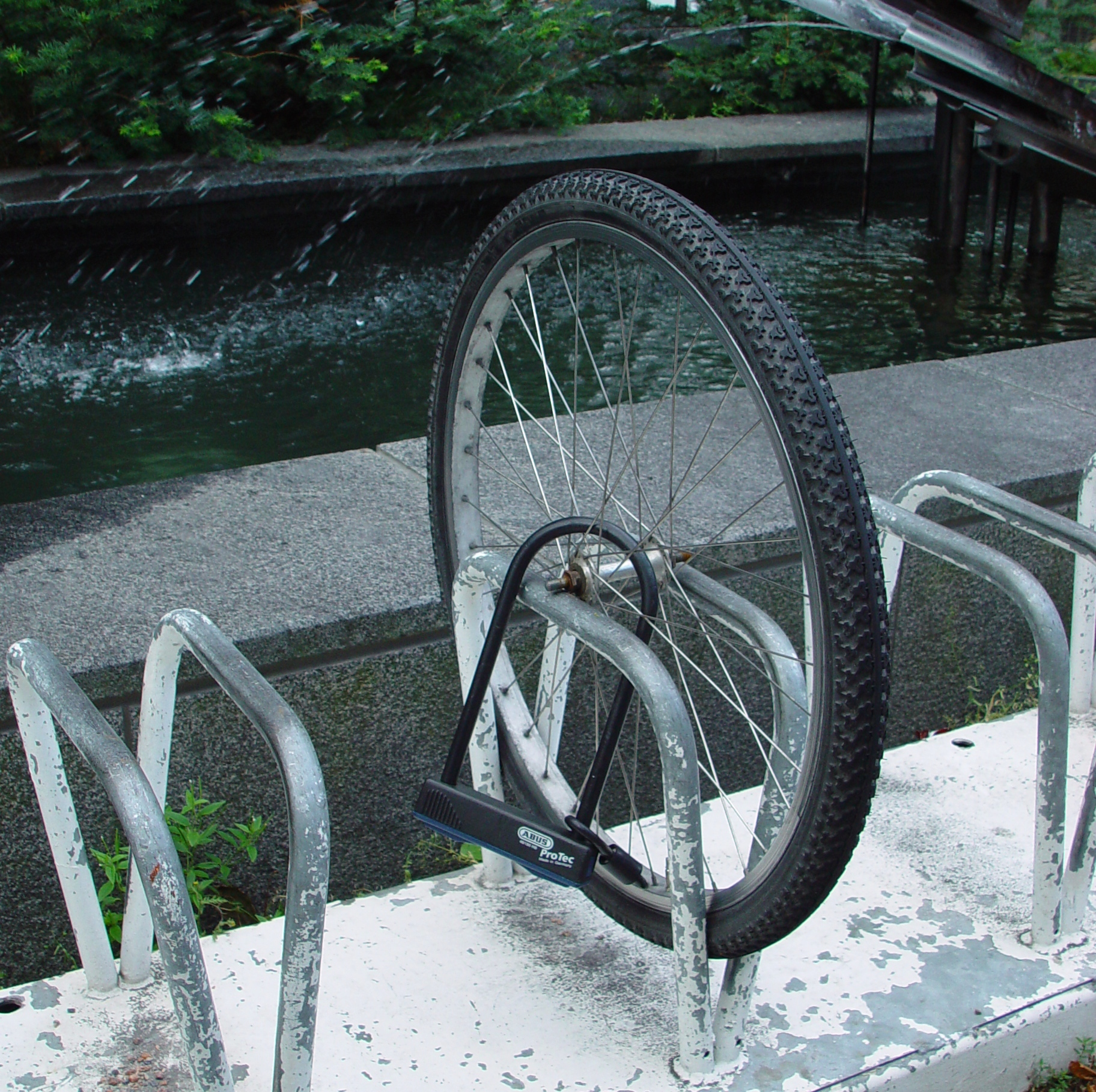
Przednie koło jest zablokowane U-lockiem, ale reszty roweru już nie ma.

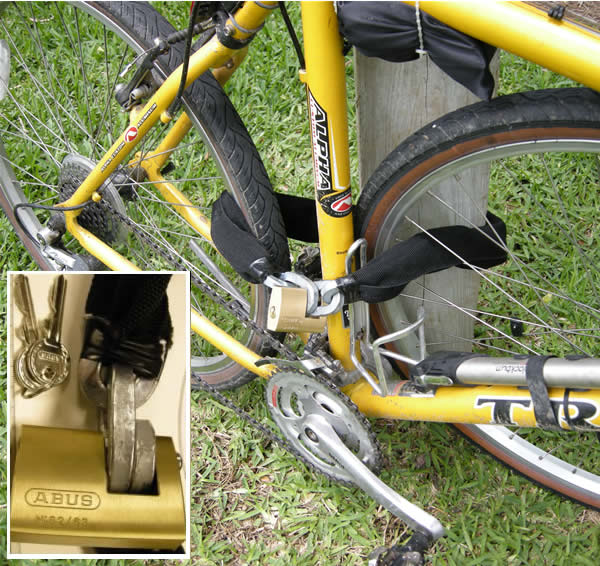
Właściwe użycie łańcucha zabezpieczającego utwardzanego powierzchniowo i kłódki monoblokowej do zabezpieczenia roweru.

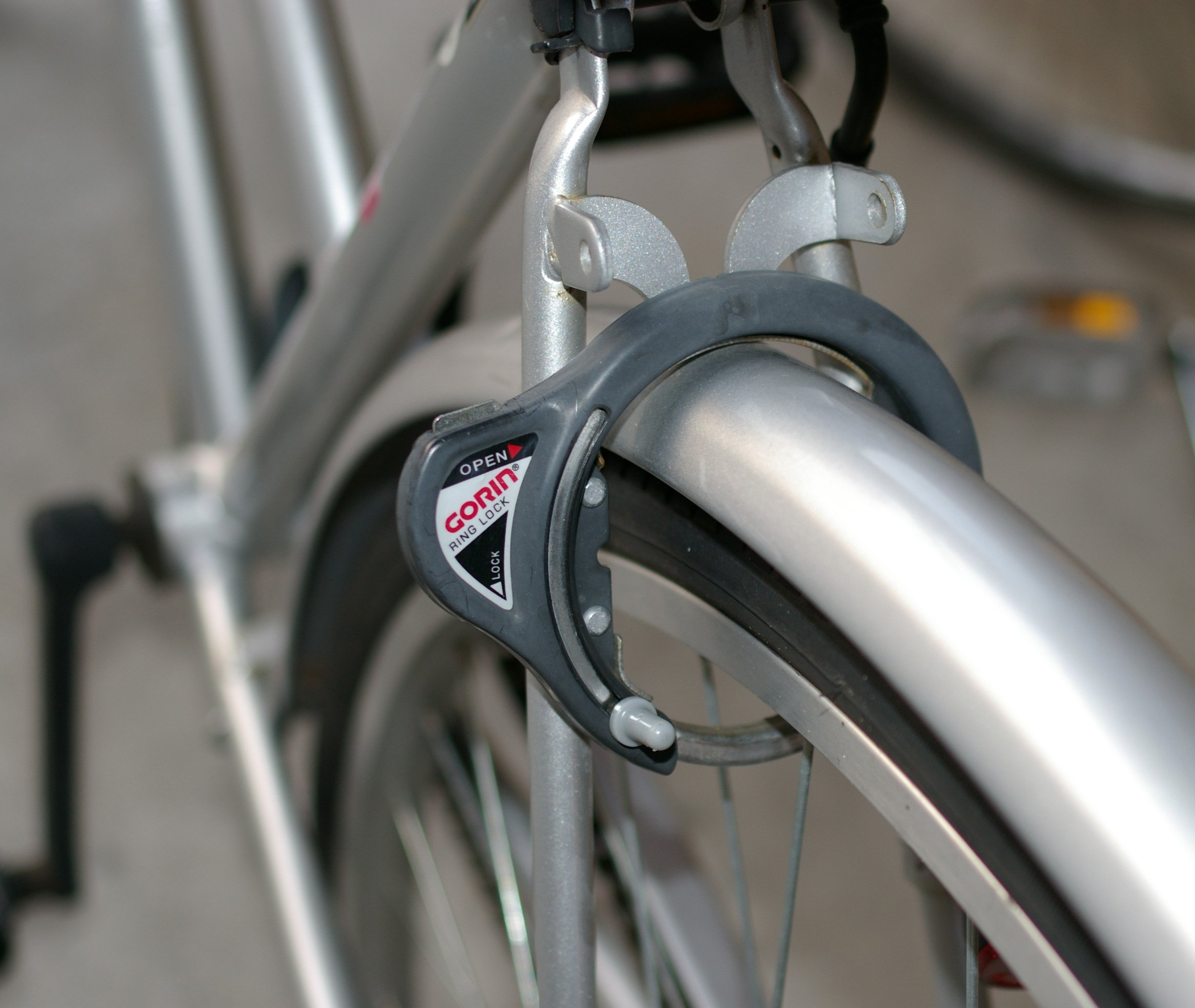
Blokada koła unieruchamia tylko tylne koło.

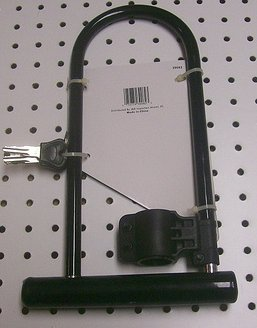
U-blokada

Blokada rowerowa – mechaniczne zabezpieczenie uniemożliwiające lub przynajmniej utrudniające kradzież roweru. Zazwyczaj stosuje się ją do przypięcia roweru do stałego elementu architektury (stojak rowerowy, krata, słup, poręcz). Niektóre zapięcia (blokada tylnego koła) umożliwiają jedynie zablokowanie elementu roweru - uniemożliwiając odjechanie na nim.

## Popularne typy blokad
U-lock (szekla, zapięcie szeklowe, podkowa) – typ zapięcia (zabezpieczenia) rowerowego wygięty w kształt litery U pręt z różnego rodzaju stopów - zazwyczaj stalowych, lub nawet tytanowych zapinany na zamek z kluczem lub szyfrem.  Uważany za najlepszy i najbezpieczniejszy typ zapięcia rowerowego. Służy do przypięcia roweru (najlepiej za ramę) do stałego elementu architektury.
U-locki są bezpieczniejsze niż większość innych rodzajów mechanizmów blokujących, ponieważ są bardziej odporne na przecięcie za pomocą narzędzi ręcznych o dużej dźwigni takich jak przecinaki do śrub.
Linka / kabel – zabezpieczenie zrobione z linek ze splecionych i skręconych śrubowo ze sobą drutów.  Dzięki swojej elastyczności oraz stosunkowo niskiej wadze są bardzo praktyczne, ale nie stanowią zbyt dużej przeszkody dla złodzieja. Linki dobrze nadają się jako dodatkowe zabezpieczenie - obejmujące wszystkie łatwo zdejmowane  części roweru (koła, siodełko). Zabezpieczenia te są zazwyczaj wykonane ze stali hartowanej i mogą zawierać warstwy ochronne takie jak Kevlar, aby chronić zamek rowerowy przed przecięciem.
Kiełbasa – potoczna nazwa na typ zapięcia rowerowego wykonanego z linki ze splecionych i skręconych śrubowo ze sobą drutów (zazwyczaj stalowych) w osłonie z krótkich – ok. 1–3 cm metalowych tulei.  Dzięki przegubowemu mocowaniu pierścieni całość jest nadal elastyczna, a zapewnia nieco większe zabezpieczenie niż klasyczna linka. Dodatkowo całość jest pokryta tworzywem sztucznym w celu zabezpieczenia przed obijaniem.
Łańcuch – typ zapięcia rowerowego w formie szeregu złączonych ze sobą ogniw – łańcucha. Dzięki swojej elastycznej budowie jest praktyczniejszy niż U-lock i traktowany jest jako zbliżony poziom bezpieczeństwa. Wadą jednak jest jego waga, która jest znacznie wyższa niż stalowej linki. 
O-lock – nazywany także blokadą pierścieniową lub blokadą ramy. Jest to mechanizm o niskim poziomie bezpieczeństwa montowany na ramie, który unieruchamia tylne koło, przesuwając stalową śrubę przez szprychy, aby zapobiec ruchowi. O-lock uniemożliwia jazdę na rowerze, ale sam w sobie nie przytwierdza roweru do nieruchomego obiektu. Ten rodzaj zmusza ewentualnego złodzieja do noszenia roweru.

## Skuteczność
Testy przeprowadzone na zlecenie magazynu Cycle wykazały, że wszystkie testowane zapięcia rowerowe, posiadające różne certyfikaty, można było złamać w mniej niż 42 sekundy. Linki i łańcuchy zostały zdjęte za pomocą małych przecinaków do kabli lub 36-calowych nożyc do śrub, a zamki typu D zostały zdemontowane za pomocą krótkiego podnośnika. Spośród przetestowanych zamków pięć miało ocenę Sold Secure Gold, a ich cena wahała się od 25 do 100 funtów. Dwa z tych zamków o złotej ocenie wytrzymały tylko 10 sekund ataku.
Holenderski program informacyjny Kassa 3 opublikował czterominutowy program, w którym były złodziej rowerów usunął z roweru osiem blokad klasy konsumenckiej (tańszych niż 30 euro / ~ 40 dolarów) w czasie od 10 do maksymalnie 84 sekund. Wśród zamków znalazły się zamki producentów ABUS, Hema i Halfords.